# Szürke guvat
A szürke guvat (Pardirallus sanguinolentus) a madarak osztályának darualakúak (Gruiformes) rendjébe és a guvatfélék (Rallidae) családjába tartozó faj.

## Rendszerezése
A fajt William John Swainson angol zoológus írta le 1838-ban, a Rallus nembe Rallus sanguinolentus néven.

## Alfajai
- Pardirallus sanguinolentus simonsi (Chubb, 1917) - Ecuador déli része, nyugat-Peru és Chile északi része
- Pardirallus sanguinolentus tschudii (Chubb, 1919) - Peru, valamint Közép- és Délkelet-Bolívia
- Pardirallus sanguinolentus zelebori (Pelzeln, 1865) - Brazília délkeleti része
- Pardirallus sanguinolentus sanguinolentus (Swainson, 1838) - Brazília déli része, Paraguay, Uruguay és Argentína északi része
- Pardirallus sanguinolentus landbecki (Hellmayr, 1932) - Chile középső része és Argentína délnyugati része
- Pardirallus sanguinolentus luridus (Peale, 1848) - Chile déli része és Argentína déli része [2]

## Előfordulása
Argentína, Bolívia, Brazília, Chile, a Déli-Georgia és Déli-Sandwich-szigetek, Ecuador, a Falkland-szigetek, Paraguay, Peru és Uruguay területén honos. 
Természetes élőhelyei az édesvízi mocsarak és lápok. Vonuló faj.

## Megjelenése
Testhossza 38 centiméter.

## Természetvédelmi helyzete
Az elterjedési területe rendkívül nagy, egyedszáma pedig stabil. A Természetvédelmi Világszövetség Vörös listáján nem fenyegetett fajként szerepel.